# Instants chavirés
Les Instants Chavirés sont une salle de concert francilienne ouverte en 1991 à Montreuil.

## Historique
À la suite de l'association « Désir Jazz » à Montreuil-sous-bois, Philippe Bacchetta et Thierry Schaeffer ont créé les Instants Chavirés au 7 rue Richard-Lenoir à Montreuil. Les premiers concerts sont plus particulièrement de style jazz contemporain mais petit à petit la programmation évoluera vers les musiques improvisées, la musique noise, la musique électronique et expérimentale, et aussi la musique contemporaine.
Les Instants Chavirés ont été qualifiés de « lieu pointu, au rayonnement international » ou de « temple des musiques improvisées ». « Les Instants Chavirés se démarque en investissant exclusivement les avant-gardes, consacrées et à consacrer ». Peu après l’ouverture, « les Instants Chavirés se pose comme lieu unique en matière de modern'jazz. La boîte rivalise dans sa programmation avec les plus grosses pointures... parisiennes ! »
Parmi les artistes qui s'y sont produits, on peut citer les artistes du label Sublime Frequencies.
« On ne citera pas tous les artistes cruciaux qui y sont passés, et qui ne seraient peut-être pas du tout passés à Paris si cette salle n'existait pas. » Le lieu programme et accueille des expérimentateurs et explorateurs sonores d’horizons divers,.
Les Instants Chavirés ont créé en 2011, en collaboration avec Jérôme Noetinger, l’Audible Festival, consacré aux musiques électroacoustiques, mais aussi à l’art sonore, à l’installation et au cinéma expérimental et rayonnant sur plusieurs lieux de la région parisienne, le festival Lieux Communs en 2004. Le festival Sonic Protest a également été créé aux Instants Chavirés.